# Will Hayes (Cellist)
Will Hayes ist ein US-amerikanischer Cellist.
Hayes hatte den ersten Cellounterricht bei Eleanor Sandblade, Arlene Conn und Lou Richardson. Er studierte am Cincinnati College Conservatory of Music bei Zara Nelsova, Yehuda Hanani, Sara Sant’Ambrogio und Richard Aaron und ist zertifizierter Lehrer für Streichinstrumente nach der Suzuki-Methode. Er spielte Cello in verschiedenen Sinfonieorchestern der USA und hatte Konzertauftritte u. a. mit Rod Stewart, Johnny Matthis, Eileen Ivers und dem Vokalquartett Il Divo. Mit den Capitol Chamber Artists führte er 2019 in der Westminster Presbyterian Church in Albany/New York Bachs Kantate Amore Traditore auf.

## Weblink
- Website von Will Hayes